# 森巴赫河 (羅伊斯河支流)
47°13′42″N 8°23′40″E / 47.22828°N 8.39457°E

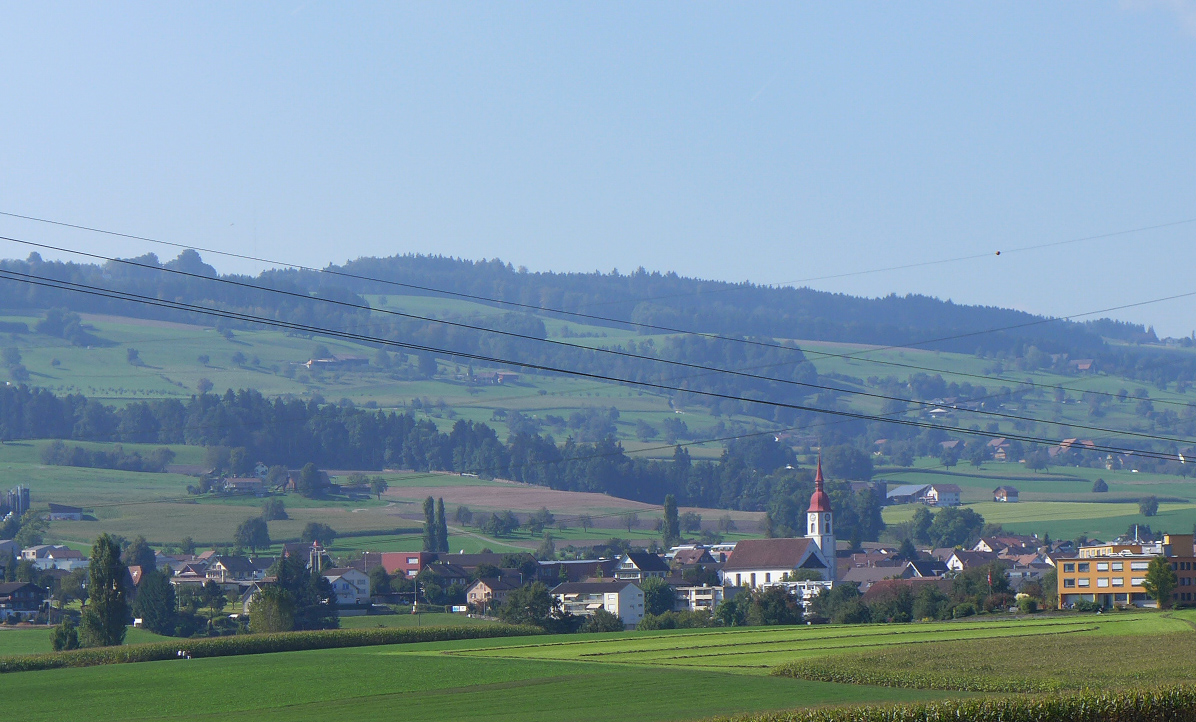

森巴赫河是瑞士的河流，位於該國北部，流經阿爾高州，屬於羅伊斯河的左支流，河道全長6.8公里，流域面積5.3平方公里，發源自拜恩維爾附近。